# Jörg Schweinsteiger
Jörg Schweinsteiger (* 12. September 1946 in Neuburg an der Donau) ist ein Brigadegeneral außer Dienst des Heeres der Bundeswehr.

## Leben
Nach dem Abitur trat Schweinsteiger 1966 in die Bundeswehr ein, durchlief die Offizierausbildung und hatte erste Verwendungen als Zugführer S2/S1-Offizier (Personalwesen/Militärisches Nachrichtenwesen), eine integrierte Verwendung im Hauptquartier Allied Forces Central Europe der NATO in Brunssum in den Niederlanden und als Kompaniechef der 2. Kompanie des Fernmeldebataillons 12.
Von 1978 bis 1980 absolvierte Schweinsteiger den 21. Generalstabslehrgang Heer an der Führungsakademie der Bundeswehr in Hamburg, wo er zum Offizier im Generalstabsdienst ausgebildet wurde. Danach war er Generalstabsoffizier für Militärisches Nachrichtenwesen (G2) der 12. Panzerdivision, wurde an der belgischen Generalstabsakademie (Koninklijk Hoger Instituut voor Defensie/Institut royal supérieur de défense) in Brüssel in Belgien ausgebildet, war Referent in der Stabsabteilung VI im Führungsstab des Heeres im Bundesministerium der Verteidigung (BMVg), Bataillonskommandeur des Gebirgsfernmeldebataillons 8, Referent im Führungsstab der Streitkräfte III 1 im BMVg und Adjutant des Bundesministers der Verteidigung Gerhard Stoltenberg.
Von 1992 bis 1995 war Schweinsteiger Brigadekommandeur der Panzerbrigade 21 in Augustdorf und danach Verteidigungsattaché an der Deutschen Botschaft Paris in Frankreich, von 1999 bis 2001 stellvertretender Divisionskommandeur der 5. Panzerdivision und Kommandeur Divisionstruppen sowie zugleich stellvertretender Befehlshaber im Wehrbereich IV. Von 2001 bis 2005 war er Chief Policy Branch im Supreme Headquarters Allied Powers Europe (SHAPE) der NATO und Assistent Chief of Staff J9 (Führungsunterstützung) in Mons in Belgien. Ab Mai 2005 war er in seiner letzten Verwendung European Director Operation im EU Operational Headquarters SHAPE. Mit Ablauf des September 2006 wurde er in den Ruhestand versetzt.
2006 zog Schweinsteiger nach Potsdam. Er ist Mitglied im Klub Potsdam Alter Markt der Rotary International.
Schweinsteiger ist katholisch, verheiratet und hat drei Kinder.

## Auszeichnungen
- 1998: Verdienstkreuz am Bande des Verdienstordens der Bundesrepublik Deutschland